# Mariakapel (Stokhem)

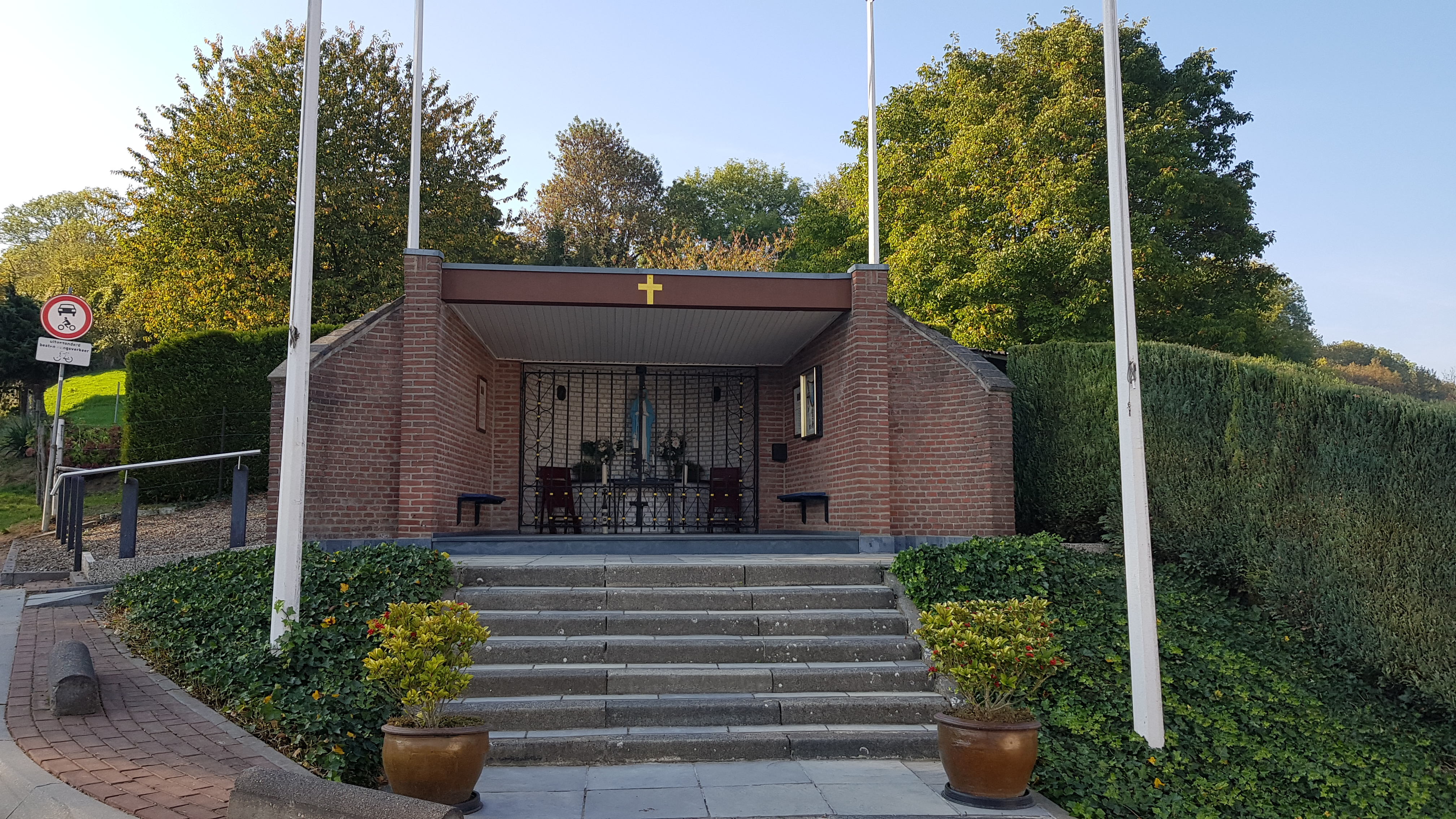
De Mariakapel

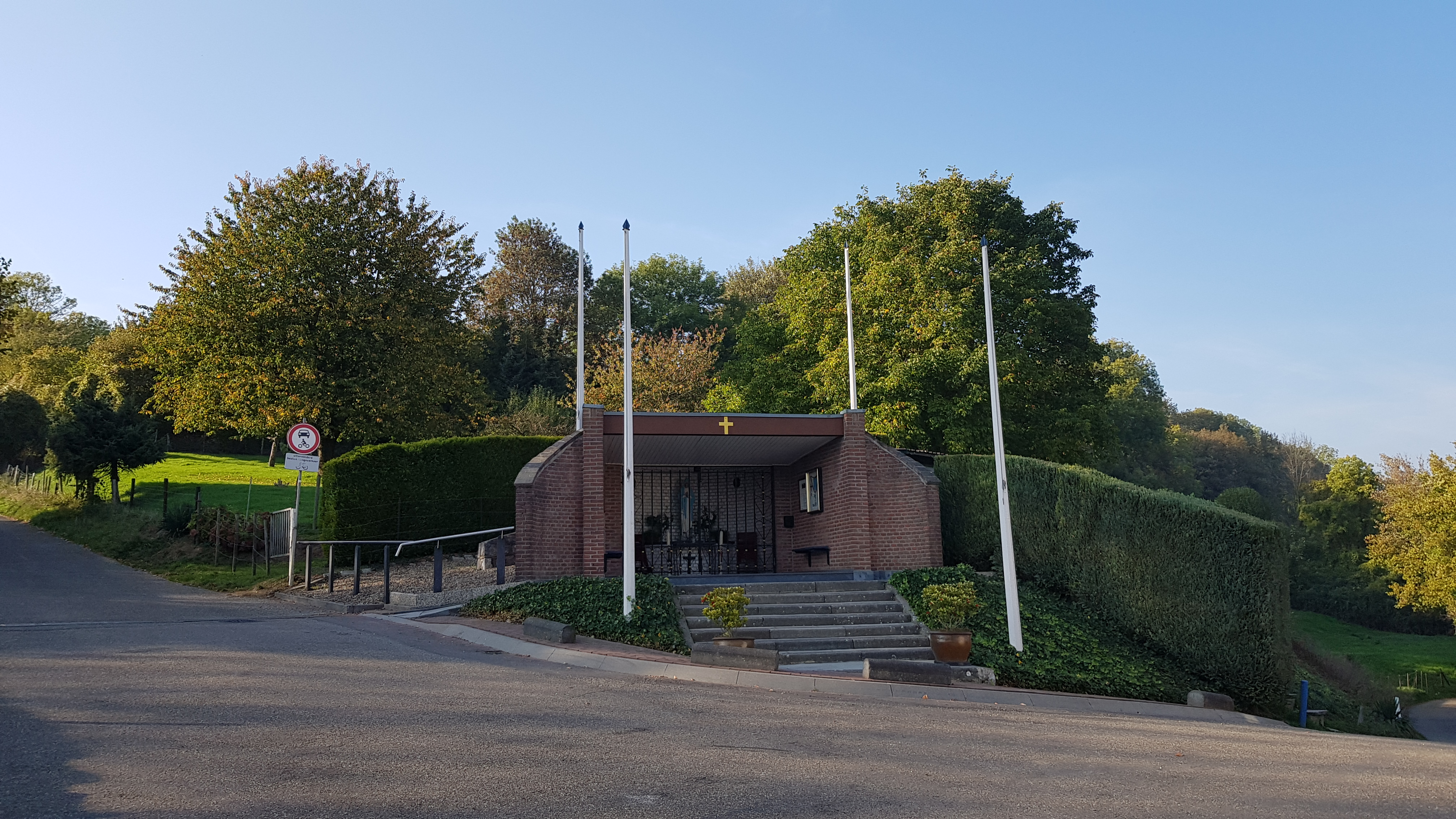
De kapel met omgeving

De Mariakapel is een kapel in Stokhem bij Wijlre in de Nederlands Zuid-Limburgse gemeente Gulpen-Wittem. De kapel staat onderaan een berghelling aan de westrand van de plaats aan een splitsing waar de straat Stokhem zich splitst in de weg Haasstad, die in noordelijke richting langs de Gronselenput en de Geul naar Schin op Geul loopt, en de Dodemanweg, die in westelijke richting het Plateau van Margraten oploopt naar Berghof. Ongeveer 40 meter ten oosten van de kapel begint de Konijnendellerveldweg die in zuidwestelijke richting het droogdal de Abelschegrub inloopt richting Ingber.
De kapel is gewijd aan Maria, specifiek Onze-Lieve-Vrouw van Banneux.

## Geschiedenis
In 1949 werd de kapel gebouwd.

## Bouwwerk
De open kapel staat op een verhoging op een verhoogd bordes en is bereikbaar via een aantal traptreden. De kapel is deels opgetrokken in baksteen, terwijl de apsis in natuursteen opgetrokken is, en het geheel wordt gedekt met een plat dak. Aan de voorzijde is aan weerszijden tegen de zijmuur een gebogen dalende muur gemetseld.
De apsis is afgesloten met een groot ijzeren hek en heeft een halfrond plattegrond. Aan de binnenzijde is de apsis bekleed met witte geglazuurde stenen. Tegen de achterwand is een massief stenen altaar gemetseld met witte geglazuurde stenen. Op het altaar is een beeld geplaatst van Onze-Lieve-Vrouw van Banneux die met haar handen gevouwen staat.